# James Daly
James Firman Daly (Wisconsin Rapids, 23 ottobre 1918 – Nyack, 3 luglio 1978) è stato un attore statunitense.
Il ruolo per cui è maggiormente conosciuto è probabilmente quello del medico Paul Lochner nella serie televisiva Medical Center, prodotta tra la fine degli anni sessanta e la metà degli anni settanta.

## Biografia
Nel 1966 vinse il Primetime Emmy Awards nella categoria "Outstanding Supporting Actor in a Drama Series" (miglior attore non protagonista in una serie drammatica) per il ruolo interpretato in Eagle in a Cage, episodio della serie antologica Hallmark Hall of Fame.
Nel 1969 interpretò il ruolo del misterioso Flint, l'uomo del quale l'equipaggio della nave stellare Enterprise scopre l'immortalità nell'episodio Requiem per Matusalemme della serie Star Trek.
I suoi figli Tyne Daly (nata nel 1946) e Tim Daly (nato nel 1956) hanno seguito entrambi le orme del padre, diventando a loro volta attori.

## Filmografia parziale

### Cinema
- Mentre la città dorme (The Sleeping City), regia di George Sherman (1950) - non accreditato
- Corte marziale (The Court-Martial of Billy Mitchell), regia di Otto Preminger (1955)
- Colpevole innocente (The Young Stranger), regia di John Frankenheimer (1957)
- Alla conquista dell'infinito (Wernher von Braun), regia di J. Lee Thompson (1960)
- Il pianeta delle scimmie (Planet of the Apes), regia di Franklin Schaffner (1968)
- Rose rosse per il führer, regia di Fernando Di Leo (1968)
- Io sono perversa (The Big Bounce), regia di Alex March (1969)
- Un esercito di 5 uomini, regia di Italo Zingarelli (1969)
- Settimo potere (The Resurrection of Zachary Wheeler), regia di Bob Wynn (1971)

### Televisione
- The Philco Television Playhouse – serie TV, 5 episodi (1949-1953)
- Kraft Television Theatre – serie TV, 9 episodi (1949-1956)
- Studio One – serie TV, 14 episodi (1952-1957)
- Foreign Intrigue – serie TV, 36 episodi (1953-1955)
- Climax! – serie TV, episodio 2x07 (1955)
- The Alcoa Hour – serie TV, episodio 1x24 (1956)
- Ai confini della realtà (The Twilight Zone) – serie TV, episodio 1x30 (1960)
- La grande avventura (The Great Adventure) – serie TV, episodio 1x10 (1963)
- The Nurses – serie TV, 2 episodi (1963-1964)
- I sentieri del west (The Road West) – serie TV, episodio 1x03 (1966)
- I giorni di Bryan (Run for Your Life) – serie TV, episodio 3x10 (1967)
- Squadra speciale anticrimine (The Felony Squad) – serie TV, episodi 1x19-1x20 (1967)
- Il virginiano (The Virginian) – serie TV, 2 episodi (1967-1968)
- Star Trek – serie TV, episodio 3x19 (1968)
- Medical Center – serie TV, 171 episodi (1969-1976)

## Doppiatori italiani
- Manlio Busoni in Il pianeta delle scimmie
- Bruno Persa in Un esercito di 5 uomini
- Pino Locchi in Rose rosse per il führer